# Annelise Reenberg
Annelise Reenberg (født 16. september 1919 i København, død 12. december 1994 i Gentofte) var en dansk filmfotograf, filminstruktør og manuskriptforfatter.

## Liv og karriere
Annelise Reenberg blev født i København i 1919 som datter af skuespillerparret Holger Reenberg og Magda Helene Borving Eriksen Reenberg. Således var hun halvsøster til sanger Elga Olga og skuespiller Jørgen Reenberg.
Annelise Reenberg blev uddannet som teknisk fotograf på Burmeister & Wain. I 1943 blev hun fotografassistent ved Saga Studio og blev herved den første kvindelige filmfotograf i Danmark. Hendes mor introducerede hende til instruktør og direktør Poul Bang, der blev hendes læremester og senere også ægtefælle. Parret forlod i 1946 Saga Studio til fordel for Nordisk Film, hvor Annelise Reenberg fik sit gennembrud som filmfotograf i 1947 med filmen De pokkers unger. I 1949 modtog hun en Bodil som bedste filmfotograf for filmen Kristinus Bergman. Herefter vendte Annelise Reenberg og Poul Bang tilbage til Saga Studio, hvor Annelise i 1950 debuterede som filminstruktør med filmen Historien om Hjortholm. I 1953 debuterede hun som forfatter med filmmanuskriptet Ved Kongelunden skal brylluppet stå (medforfattere var John Olsen og Poul Sarauw).
Parret giftede sig den 10. maj 1967, knap to måneder før Poul Bangs død. Annelise Reenberg trak sig tilbage i 1971 og døde i Gentofte i 1994.

## Filmografi
- Kriminalassistent Bloch – 1943, fotografassistent
- Lev livet let – 1944, fotografassistent
- En ny dag gryer – 1945, fotograf
- Martin Andersen Nexø - 1947, fotograf
- De pokkers unger – 1947, fotograf
- For frihed og ret – 1949, fotograf
- Historien om Hjortholm – 1950, instruktør, fotograf
- Fireogtyve timer – 1951, instruktørassistent, fotograf
- Fra den gamle købmandsgård – 1951, instruktør, fotograf
- Ved Kongelunden skal brylluppet stå – 1953, manuskript
- Den gamle mølle på Mols – 1953
- Hendes store aften – 1954, manuskript, instruktør
- Bruden fra Dragstrup – 1955, manuskript, instruktør
- Kristiane af Marstal – 1956, drejebog, instruktør
- Tre piger fra Jylland – 1957
- Styrmand Karlsen – 1958, manuskript
- Baronessen fra benzintanken – 1960, instruktør
- Peters baby – 1961, instruktør
- Han, hun, Dirch og Dario – 1962, instruktør
- Venus fra Vestø – 1962, instruktør
- Frk. Nitouche – 1963, instruktør
- Alt for kvinden – 1964, instruktør
- Een pige og 39 sømænd – 1965, manuskript, instruktør
- En ven i bolignøden – 1965, instruktør
- Min søsters børn – 1966, manuskript, instruktør
- Min søsters børn på bryllupsrejse – 1967, manuskript, instruktør
- Min søsters børn vælter byen – 1968, manuskript, instruktør
- Ta' lidt solskin – 1969, manuskript, instruktør
- Hurra for de blå husarer – 1970, manuskript, instruktør
- Min søsters børn når de er værst – 1971, manuskript, instruktør